# Oswego (New York)
Oswego je město v okrese Oswego County ve státě New York ve Spojených státech amerických. Nachází se v ústí řeky Oswego na jihovýchodním pobřeží jezera Ontario asi 64 kilometrů severozápadně od města Syracuse a 119 kilometrů severovýchodně od města Rochester. Je správním městem okresu Oswego. Nejbližším městem je Fulton ležící asi 12 kilometrů jižně od města.
V roce 2010 zde žilo 18 142 obyvatel. S celkovou rozlohou 29,1 km² byla hustota zalidnění 905 obyvatel na km². Ve městě se nachází Port of Oswego a Fort Ontario.